# Мелькомбинат (Уфа)
Мелькомбинат — посёлок в Кировском районе Уфы. Назван по предприятию Мелькомбинат (сейчас — ОАО «Уфимский комбинат хлебопродуктов»). Почтовый индекс — 450000, код ОКАТО — 80401802003.
Состоит из коттеджного посёлка (ул. Черемуховая, Ясная) и посёлка сельского типа, где есть школа, детсад, многоэтажные дома (ул. Элеваторная).
С севера — река Белая и пристань Мелькомбинат. С юга — озеро Архимандритское. С запада — автотрасса Р240. Имеется ж.-д. ветка к элеватору от станции Уршак.

## Улица
- ул. Элеваторная
- ул. Черемуховая
- ул. Ясная